# Mircești
Mircești è un comune della Romania di 3 739 abitanti, ubicato nel distretto di Iași, nella regione storica della Moldavia.
Il comune è formato dall'unione di 2 villaggi: Iugani e Mircești.
In questa cittadina visse e morì un noto personaggio rumeno Vasile Alecsandri che nel XIX secolo contribuì nel campo della letteratura come poeta, drammaturgo e riconosciuto come innovatore del teatro rumeno, ma anche uomo politico di spicco nel suo paese. Oggi la cittadinanza lo ricorda con un mausoleo e nella sua casa natale.